# Ferney Silva
 (novembre 2023).
Pour les articles homonymes, voir Silva.
Ferney Silva, né en 1972 dans le département de Cauca, est un professeur d'université, fonctionnaire  et homme politique colombien, sénateur en attente d'investiture.
Candidat pour être gouverneur de Cauca en 2015 et candidat à Popayán en 2019. Il est proche du libéral Luis Fernando Velasco. À partir de 2021, il co-fonde le mouvement  « Pensamos Libéral », les libéraux en faveur de Gustavo Petro et du Pacte historique.

## Biographie

### Études et parcours professionnel
Ferney Silva dans le département de Cauca. Il est diplômé en compatibilité public de l'université du Cauca, titulaire d'une maîtrise en Gouvernement et politiques publiques de l'université Externado, spécialisé en gestion de l'innovation urbaine. Il est également spécialisé en administration hospitalière, diplômé de la même université.
Il travaille comme professeur d'université, coordinateur de la planification au Département de la Prospérité sociale du Cauca, secrétaire du gouvernement du Cauca, conseiller au Congrès, auditeur fiscal de Cali et consultant spécialisé en gouvernance.

### Parcours politique

#### Proximité avec Velasco, ralliement à Pensamos Liberal et au Pacte historique
Ferney Silva est réputé proche du libéral de gauche Luis Fernando Velasco. Il est lui-même décrit comme un libéral de gauche. En septembre 2021, il co-fonde le mouvement « Pensamos Liberal » avec Velasco et rejoint le Pacte historique,. Le mouvement soutient la candidature de Gustavo Petro à l'élection présidentielle de 2022.

#### Candidat au Sénat avec le Pacte historique en 2022
Lors des élections législatives de 2022, il est investi à la 34e place sur la liste du Pacte historique, avec l'investiture de Colombia Humana. Néanmoins, cette place est liée au mouvement Pensamos Liberal et démontre la stratégie Gustavo Petro d'intégrer le libéralisme de gauche au sein de sa coalition. Dans les dernières heures de l'inscription de la liste, Ferney Silva passe de la 34e à la 24e place.
Néanmoins, il n'est pas élu, la liste obtenant 20 sièges au Sénat.

#### Pré-candidat pour être gouverneur de Cauca et investit sénateur
En mai 2023, Ferney Silva se déclare pré-candidat à la fonction de gouverneur de Cauca avec la coalition du Pacte historique. Il mène trois mois de campagne dans le département au nom du mouvement Pensamos Liberal, mais la coalition de gauche fini par choisir Juan Diego Castrillón, obtenant 13,52% dans un sondage,. Tandis que Ferney Silva obtient seulement 8,73% d'opinions favorables.
Le 9 novembre 2023, en raison de l'annulation de l'élection du sénateur Alexander López Maya (es) pour double militantisme (ayant soutenu des membres du Pacte historique et de l'Alliance verte pour les législatives de 2022), il devrait être investit sénateur.